# 30 über Nacht
30 über Nacht (Originaltitel: 13 Going on 30) ist eine US-amerikanische Filmkomödie aus dem Jahr 2004 von Regisseur Gary Winick mit Jennifer Garner in der Hauptrolle.

## Handlung
Die Handlung beginnt im Jahr 1987: Jenna Rink hat ihren 13. Geburtstag. Sie ist mit Matt Flamhaff befreundet, der ihr zum Geburtstag ein eigens gebautes Modell eines Traumhauses und Wunschpulver schenkt. Zur Party ist ebenfalls die beliebte Mädchen-Gruppe „Six Chicks“ mit deren Anführerin Lucy Wyman eingeladen. Jenna möchte gerne zur Gruppe gehören, wird von dieser aber nicht akzeptiert. Jenna versteckt Matts Geschenke in einem Wandschrank, bevor die anderen Mädchen ankommen.
Nachdem die Party sich als ein Misserfolg erweist, wünscht sich Jenna weinend, sie wäre bereits 30 Jahre alt, und benutzt dabei unwissentlich das Wunschpulver. Am nächsten Morgen erwacht sie im Jahr 2004 als körperlich 30-jährige Frau mit dem Geist einer 13-Jährigen. Sie hat einen guten Job als Redakteurin der Zeitschrift Poise, wohnt in einer komfortablen Wohnung an der Fifth Avenue in Manhattan und ist mit Lucy Wyman befreundet.
Matt Flamhaff ist inzwischen mit einer anderen Frau verlobt und professioneller Fotograf. Jenna verschafft ihm bei Poise einen Auftrag für ein Fotoshooting. Matt erzählt Jenna in zahlreichen Gesprächen, wie ihre letzten 17 Lebensjahre verliefen. Dabei erklärt er ihr, dass sie praktisch seit ihrem dreizehnten Geburtstag getrennte Wege gegangen sind.
Jenna verliebt sich in Matt, kann ihn jedoch nicht überreden, seine Hochzeit abzusagen. Lucy stiehlt Jenna ihre Design-Idee für den Relaunch der Zeitschrift, mit der sie zur Konkurrenz geht. Jenna weint und wünscht sich, es wäre wieder das Jahr 1987. Durch einen Rest des Wunschpulvers auf dem Modellhaus, das Matt die ganze Zeit über aufbewahrt hat, geht dieser Wunsch auch in Erfüllung: Jenna wacht wieder als 13-Jährige im Wandschrank auf, und kann ihr Leben nun anders gestalten. Als Jenna wirklich 30 Jahre geworden ist, sind Matt und sie ein Paar und sie wohnen in einem Traumhaus, welches dem von Matt gebauten Modellhaus ähnlich ist.

## Kritiken
Claudia Puig schrieb in der USA Today vom 22. April 2004, der Film sei „amüsant“, „charmant“ und „angenehm nostalgisch“. Sie bezeichnete die Darstellung von Jennifer Garner als „quirlig“ und schrieb, die Schauspielerin sei genauso für die romantischen Komödien prädestiniert wie Julia Roberts, Meg Ryan und Reese Witherspoon.
Das Lexikon des internationalen Films schrieb, die Komödie sei „nicht sonderlich originell“, jedoch „weitgehend ansprechend“.

## Ausstrahlung in Deutschland
Die Free-TV-Premiere erfolgte am 15. April 2007 auf ProSieben. Insgesamt sahen 2,56 Millionen Zuschauer den Film. In der werberelevanten Zielgruppe lag der Marktanteil bei 15,3 Prozent.

## Auszeichnungen
- Jennifer Garner und Mark Ruffalo wurden im Jahr 2005 für den MTV Movie Award nominiert.
- Der Film wurde für den People’s Choice Award 2005 in der Kategorie Beste Komödie nominiert.
- Zu den neun Nominierungen für den Teen Choice Award gehörten jene für Jennifer Garner und Mark Ruffalo (in mehreren Kategorien) sowie als Beste Komödie.

## Hintergrund
Der Film wurde in Los Angeles, in New York City und in Pasadena (Kalifornien) gedreht. Die Produktionskosten betrugen schätzungsweise 37 Millionen US-Dollar. Der Film spielte weltweit in den Kinos ca. 96,5 Millionen US-Dollar ein.
Bei dem Film in schwarz-weiß, den sich die erwachsene Jenna in ihrer Wohnung ansieht, handelt es sich um Verdammt in alle Ewigkeit (Originaltitel: From Here to Eternity). Die Kuss-Szene des Films wurde später mit Jenna in ähnlicher Weise nachgestellt. Zum Soundtrack des Films gehören unter anderem Jessie’s Girl von Rick Springfield und Love Is a Battlefield von Pat Benatar. Die Kauf-DVD des Films enthält von beiden Titeln die original Musik-Videos.
In Australien änderte man den Titel des Films in Suddenly 30, um Verständnisprobleme mit der dort unüblichen amerikanischen Redewendung 13 Going on 30 zu vermeiden.
Der Film basiert ebenso wie The Adam Project von 2022 auf Zeitreisen und weist viele Parallelen mit diesem auf. Jennifer Garner und Mark Ruffalo spielen in beiden Filmen, die etwa 18 Jahre auseinanderliegen, ein Paar.